# ベアキャット・ライト
エドワード "ベアキャット" ライト（Edward "Bearcat" Wright、1932年1月13日 - 1982年8月28日）は、アメリカ合衆国のプロレスラー。ネブラスカ州オマハ出身のアフリカ系アメリカ人。
ロサンゼルス版の第7代WWA世界ヘビー級王者であり、プロレス界における初の黒人世界チャンピオンとして知られる。

## 来歴
父親は1920年代に活躍したプロボクサーのエド "ベアキャット" ライト。彼自身もベアキャット・ライト・ジュニアのリングネームで1950年代初頭にプロボクサーとして活動していた。
1954年、父親と同じリングネームでプロレスラーに転向し、ベビーフェイスのポジションでニューヨーク地区を主戦場に活動。1960年代初頭には、オハイオ地区にてボボ・ブラジルと黒人タッグチームを組み、クリス&ジョン・トロスのトロス・ブラザーズと抗争を展開した。
その後、ロサンゼルスのWWAに参戦し、マーティン・ルーサー・キング・ジュニアがワシントン大行進にて "I Have a Dream" と演説を行う5日前の1963年8月23日、フレッド・ブラッシーを破ってWWA世界ヘビー級王座を獲得。プロレス界において、黒人初の世界王者となった。
しかし、黒人チャンピオンに対する当時の風当たりは強く、差別団体からの脅迫を受け、同年12月16日に行われるはずだったエドワード・カーペンティアとの防衛戦を放棄して失踪。WWAはライトからタイトルを剥奪し、カーペンティアを新王者に認定した。この剥奪騒動には諸説あり、世界王座を移動させようとしたWWAのシナリオにライトが反発し、白人に負けるブックを拒否したことが原因ともされている。
以降は一時アメリカ合衆国本土を離れ、カナダのバンクーバー地区やハワイなどで活動。バンクーバーでは1964年4月13日、エンリケ・トーレスをパートナーにドン・レオ・ジョナサン&キンジ渋谷からNWAカナディアン・タッグ王座を奪取した。
その後はパシフィック・ノースウエスト地区を経て、ジム・バーネットが主宰していたオーストラリアのワールド・チャンピオンシップ・レスリングに進出。同地におけるベビーフェイスのスターだったマーク・ルーインと組み、1966年7月29日にスカル・マーフィー&ブルート・バーナードを破ってIWA世界タッグ王座を獲得した。8月19日にはマーフィーからIWA世界ヘビー級王座を奪取、翌1967年もマーフィーやキラー・コワルスキーを相手に同王座を争った。
1967年の末よりアメリカ本土に本格的に復帰し、サンフランシスコ地区では同年12月2日にレイ・スティーブンスを破りUSヘビー級王座を獲得。翌1968年2月17日にキンジ渋谷にタイトルを奪われるも2カ月後の4月13日に奪還、7月4日にキング・イヤウケアに敗れるまで、サンフランシスコ地区のフラッグシップ・タイトルであるUS王座を保持した。
1970年代も各地を転戦し、南部のフロリダ地区では1972年3月28日にボリス・マレンコからブラスナックル王座を奪取、これが最後のタイトル戴冠となった。1973年にはザ・シークの牛耳るデトロイト地区に参戦して、ソニー・キングをパートナーにジート&ベポのザ・モンゴルズなどと対戦。1974年はジム・クロケット・ジュニアが運営するミッドアトランティック地区にてジョニー・バレンタインと抗争した。
キャリア晩年の1975年10月、新日本プロレスに初来日。同年はフロリダでヒールに転向しており、アントニオ猪木とのシングルマッチでもラフファイトを仕掛け、4戦して2敗2無効試合という戦績を残した。現役引退後の1976年には、テネシー州メンフィスのNWAミッドアメリカ地区（後のCWA）にてモンゴリアン・ストンパーのマネージャーを務めた。
1982年8月28日、黒人に多い遺伝的疾患である鎌状赤血球貧血症にて死去。50歳没。2017年3月31日、プロレス界での功績を称え、WWE殿堂のレガシー部門に迎えられた。

## 得意技
- ヘッドバット
- スクリュー式ドロップキック
- クロー・ホールド（キャリア晩年のヒール期に使用）

## 獲得タイトル
ワールドワイド・レスリング・アソシエーツ
- WWA世界ヘビー級王座：1回[6]
- WWA USタッグ王座 : 2回（w / ミスター・モト、レッド・バスチェン）[17]

NWAオールスター・レスリング
- NWAカナディアン・タッグ王座（バンクーバー版）：1回（w / エンリケ・トーレス）[8]
- NWA太平洋岸タッグ王座：1回（w / ホイッパー・ビリー・ワトソン）[18]

パシフィック・ノースウエスト・レスリング
- NWAパシフィック・ノースウエスト・タッグ王座：3回（w / シャグ・トーマス×2、ビリー・ホワイト・ウルフ）[19]

ミッドパシフィック・プロモーションズ
- NWAハワイ・タッグ王座：2回（w / ルーサー・リンゼイ、サム・スティムボート）[20]

NWAサンフランシスコ
- NWA USヘビー級王座（サンフランシスコ版）：2回[11]

チャンピオンシップ・レスリング・フロム・フロリダ
- NWAフロリダ・ブラスナックル王座：1回[12]
- NWAフロリダ・タッグ王座：1回（w / ボビー・シェーン）[21]

ワールド・チャンピオンシップ・レスリング（オーストラリア）
- IWA世界ヘビー級王座：2回[10]
- IWA世界タッグ王座：1回（w / マーク・ルーイン）[9]

アトランティック・アスレティック・コミッション
- AAC世界ヘビー級王座：1回[22]

WWE
- WWE殿堂（レガシー部門）：2017年[16]

その他
- オハイオ・ヘビー級王座：1回
- アリゾナ・ヘビー級王座：1回